# Lista monumentelor ocrotite de stat din raionul Criuleni
Lista monumentelor din raionul Criuleni cuprinde monumentele patrimoniului cultural din raionul Criuleni înscrise în Registrul monumentelor Republicii Moldova ocrotite de stat.
Registrul monumentelor Republicii Moldova ocrotite de stat a fost aprobat prin Hotărârea Parlamentului nr. 1531-XII împreună cu Legea nr. 1530-XII privind ocrotirea monumentelor RM din 22 iunie 1993. În Monitorul Oficial nr. 1 din 1994 a fost publicată doar Legea, fără a include însă și Registrul, care a fost publicat mult mai târziu, la 2 februarie 2010. A nu se confunda cu Registrul arheologic național sau cel al monumentelor de for public, care sunt liste diferite ce vizează doar anumite compartimente ale patrimoniului cultural, întocmite în baza unor legi separate.
Lista completă este menținută și actualizată periodic de către Ministerul Culturii din Republica Moldova, dar înainte ca modificările să intre în vigoare acestea trebuie să fie aprobate de către Parlament. Această listă este menită să cuprindă și actualizările ulterioare.
| Nr. | Localizare                                                                  | Denumire                                                                                                   | Datare                          | Tip   | Însemnătate | Imagine                 | Erori             |
| --- | --------------------------------------------------------------------------- | --- | ------------------------------- | ----- | ----------- | ----------------------- | ----------------- |
| 241 | Criuleni 47°12′28″N 29°09′34″E / 47.20775°N 29.159333333333°E               | Monument la mormântul comun al ostașilor căzuți                                                            |                                 | Ar    | L           | galerie \| Încarcă foto | Raportează eroare |
| 248 | Bălăbănești 47°04′01″N 29°07′56″E / 47.066873344358°N 29.132251767338°E     | Monument în memoria consătenilor căzuți în 1941-1945                                                       |                                 | Is    | L           | galerie \| Încarcă foto | Raportează eroare |
| 249 | Bălăbănești 47°03′36″N 29°08′06″E / 47.059968009546°N 29.135046827638°E     | Parc dendrologic (fragment)                                                                                | înc. sec. XX                    | At    | N           | galerie \| Încarcă foto | Raportează eroare |
| 261 | Bălțata                                                                     | Monument la mormântul ostașului căzut în 1944                                                              |                                 | Is    | L           | Încarcă foto            | Raportează eroare |
| 265 | Boșcana 47°07′31″N 28°59′55″E / 47.125227373854°N 28.99856621219°E          | Monument în memoria ostașilor căzuți în 1941-1945                                                          |                                 | Is    | N           | galerie \| Încarcă foto | Raportează eroare |
| 274 | Cimișeni 47°00′32″N 29°07′45″E / 47.008976273997°N 29.12923247317°E         | Biserica „Sfinții Împărați Constantin și Elena”                                                            | 1884–1887                       | At    | N           | galerie \| Încarcă foto | Raportează eroare |
| 275 | Cimișeni 47°00′38″N 29°07′58″E / 47.010614367555°N 29.132773670747°E        | Monument în memoria consătenilor căzuți în 1941-1945                                                       |                                 | Is    | N           | galerie \| Încarcă foto | Raportează eroare |
| 276 | Cimișeni                                                                    | Sculptură populară. La cimitir                                                                             |                                 | Ar    | L           | Încarcă foto            | Raportează eroare |
| 278 | Ciopleni                                                                    | Casă de locuit                                                                                             |                                 | Ap    | L           | Încarcă foto            | Raportează eroare |
| 279 | Ciopleni                                                                    | Clădirea fostei școli primare                                                                              | înc. sec. XX                    | Is At | N           | Încarcă foto            | Raportează eroare |
| 283 | Colonița 47°02′17″N 28°57′13″E / 47.037927045578°N 28.953710938811°E        | Monument în memoria consătenilor căzuți în 1941-1945                                                       |                                 | Is    | L           | galerie \| Încarcă foto | Raportează eroare |
| 286 | Corjova 47°05′56″N 29°10′07″E / 47.098958976821°N 29.168665899927°E         | Biserica „Sfinții Arhangheli Mihail și Gavriil”                                                            | 1884–1886                       | At    | N           | Încarcă foto            | Raportează eroare |
| 287 | Corjova                                                                     | Monument în memoria consătenilor căzuți în 1941-1945                                                       |                                 | Is    | N           | Încarcă foto            | Raportează eroare |
| 290 | Coșernița 47°07′08″N 29°02′40″E / 47.118872875957°N 29.044433873318°E       | Monument în memoria consătenilor căzuți în 1941-1945                                                       |                                 | Is    | L           | galerie \| Încarcă foto | Raportează eroare |
| 292 | Cruglic                                                                     | Monument în memoria consătenilor căzuți în 1941-1945                                                       |                                 | Is    | L           | Încarcă foto            | Raportează eroare |
| 294 | Drăsliceni 47°09′36″N 28°47′05″E / 47.159992366466°N 28.784755213634°E      | Biserica „Acoperământul Maicii Domnului”                                                                   | 1912–1922                       | At    | N           | galerie \| Încarcă foto | Raportează eroare |
| 295 | Drăsliceni 47°09′34″N 28°46′57″E / 47.15953212233°N 28.782484407578°E       | Monument comemorativ de război (1941-1945)                                                                 |                                 | Is    | L           | galerie \| Încarcă foto | Raportează eroare |
| 298 | Dubăsarii Vechi 47°07′44″N 29°11′30″E / 47.128950951946°N 29.191604033673°E | Biserica „Sfântul Arhanghel Mihail” și necropola familiilor Donici și Macri                                | 1858-1861; 1883 ‒ necropola     | Is At | N           | galerie \| Încarcă foto | Raportează eroare |
| 299 | Dubăsarii Vechi 47°08′01″N 29°11′34″E / 47.133522096954°N 29.192907417024°E | Conacul familiei Donici                                                                                    | sec. XIX                        | Is At | N           | galerie \| Încarcă foto | Raportează eroare |
| 303 | Grătiești 47°06′01″N 28°49′05″E / 47.100178°N 28.818092°E                   | Monument în memoria consătenilor căzuți în 1941-1945                                                       |                                 | Is Ar | L           | galerie \| Încarcă foto | Raportează eroare |
| 306 | Hîrtopul Mare 47°13′40″N 28°56′28″E / 47.227871523868°N 28.94098222821°E    | Biserica „Arhanghelul Mihail”                                                                              | 1814                            | At    | N           | galerie \| Încarcă foto | Raportează eroare |
| 308 | Hîrtopul Mic 47°14′43″N 28°55′41″E / 47.245186638805°N 28.928035200589°E    | Biserica „Sf. Dumitru”                                                                                     | 1846                            | At    | N           | galerie \| Încarcă foto | Raportează eroare |
| 312 | Hrușova 47°08′13″N 28°56′21″E / 47.13699611293°N 28.939142214984°E          | Biserica „Adormirea Maicii Domnului”                                                                       | 1802                            | At    | N           | galerie \| Încarcă foto | Raportează eroare |
| 313 | Hrușova 47°08′08″N 28°56′30″E / 47.135533736231°N 28.94178997119°E          | Monument în memoria consătenilor căzuți în 1941-1945                                                       |                                 | Is Ar | N           | galerie \| Încarcă foto | Raportează eroare |
| 314 | Ișnovăț 47°13′52″N 28°51′30″E / 47.231212437266°N 28.858233290141°E         | Biserica „Sfântul Ierarh Nicolae” și monumente funerare                                                    | 1810 – biserica; sec. XIX       | At Ar | N           | galerie \| Încarcă foto | Raportează eroare |
| 315 | Ișnovăț 47°13′59″N 28°51′48″E / 47.232965089365°N 28.863389525713°E         | Monument în memoria consătenilor căzuți în 1941-1945                                                       |                                 | Is    | L           | galerie \| Încarcă foto | Raportează eroare |
| 317 | Izbiște 47°13′09″N 28°59′39″E / 47.219151759367°N 28.99428825522°E          | Biserica „Sfântul Mare Mucenic Dumitru” și monumente funerare                                              | 1838–1839 – biserica            | At Ar | N           | galerie \| Încarcă foto | Raportează eroare |
| 318 | Izbiște 47°13′21″N 29°00′13″E / 47.222363734664°N 29.003633076731°E         | Conac | jum. II a sec. XIX              | At    | L           | galerie \| Încarcă foto | Raportează eroare |
| 319 | Izbiște 47°13′14″N 28°59′51″E / 47.220555555556°N 28.997611111111°E         | Monument la mormântul comun al ostașilor căzuți (2) în 1942 și în memoria consătenilor căzuți în 1941-1945 |                                 | Is    | L           | galerie \| Încarcă foto | Raportează eroare |
| 322 | Jevreni 47°15′30″N 29°03′34″E / 47.258218726141°N 29.059555185533°E         | Monument la mormântul comun al ostașilor căzuți (325) în 1944                                              |                                 | Is    | L           | galerie \| Încarcă foto | Raportează eroare |
| 324 | Logănești                                                                   | Biserica „Sf. Arhanghel Mihail”                                                                            | 1845                            | At    | N           | Încarcă foto            | Raportează eroare |
| 330 | Mașcăuți 47°17′29″N 29°00′13″E / 47.291279162938°N 29.003484399324°E        | Biserica „Acoperământul Maicii Domnului”                                                                   | 1815–1819                       | At    | N           | galerie \| Încarcă foto | Raportează eroare |
| 331 | Mașcăuți                                                                    | Casa scriitorului Ion Sîrbu (1830-1868)                                                                    |                                 | Is    | L           | Încarcă foto            | Raportează eroare |
| 333 | Mașcăuți 47°17′38″N 29°00′39″E / 47.293782207785°N 29.010856947093°E        | Monument în memoria consătenilor căzuți în 1941-1945                                                       |                                 | Is    | L           | galerie \| Încarcă foto | Raportează eroare |
| 334 | Mașcăuți                                                                    | Mormintele funerare ale familiei scriitorului Ion Sîrbu. La cimitir                                        |                                 | Is At | N           | Încarcă foto            | Raportează eroare |
| 339 | Miclești 47°14′37″N 28°48′21″E / 47.243582981927°N 28.805754840488°E        | Biserica „Sfântul Ierarh Spiridon, făcătorul de minuni” și monumente funerare                              | 1798–1802 ‒ biserica, sec. XIX  | Ar At | N           | galerie \| Încarcă foto | Raportează eroare |
| 340 | Miclești 47°14′34″N 28°48′13″E / 47.242669530681°N 28.803735115874°E        | Conacul familiei Șalari                                                                                    | mijl. sec. XIX                  | At    | N           | galerie \| Încarcă foto | Raportează eroare |
| 343 | Ohrincea 47°13′09″N 29°03′43″E / 47.219224261737°N 29.061873761015°E        | Biserica „Sf. Treime” și monumente funerare                                                                | 1824                            | Ar At | N           | galerie \| Încarcă foto | Raportează eroare |
| 344 | Ohrincea 47°12′59″N 29°03′41″E / 47.216416666667°N 29.0615°E                | Cimitirul                                                                                                  | sec. XVII-XVIII                 | Is    | N           | galerie \| Încarcă foto | Raportează eroare |
| 346 | Onițcani 47°08′37″N 29°04′03″E / 47.143713089535°N 29.067597102717°E        | Biserica „Sfânta Treime”                                                                                   | 1889–1892                       | At    | N           | galerie \| Încarcă foto | Raportează eroare |
| 347 | Onițcani 47°08′32″N 29°04′03″E / 47.142093504238°N 29.067623913846°E        | Monument în memoria ostașilor căzuți în 1941-1943                                                          |                                 | Is    | L           | galerie \| Încarcă foto | Raportează eroare |
| 349 | Pașcani 47°10′05″N 28°49′55″E / 47.167992966114°N 28.831946524565°E         | Biserica „Sfântul Mare Mucenic Dumitru” cu clopotnița                                                      | 1850                            | At    | N           | galerie \| Încarcă foto | Raportează eroare |
| 351 | Ratuș                                                                       | Monument la mormântul comun al victimelor fascismului                                                      |                                 | Is    | L           | Încarcă foto            | Raportează eroare |
| 353 | Rîșcova 47°15′17″N 28°50′46″E / 47.254732726781°N 28.846044067121°E         | Biserica „Înălțarea Domnului” cu monumentele funerare                                                      | anii 1930; 1912–1928 – biserica | Is At | N           | galerie \| Încarcă foto | Raportează eroare |
| 354 | Rîșcova                                                                     | Monument în memoria consătenilor căzuți în 1941-1945                                                       |                                 | Is    | L           | galerie \| Încarcă foto | Raportează eroare |
| 359 | Slobozia-Dușca 47°09′49″N 29°07′16″E / 47.163715417585°N 29.1211915474°E    | Monument în memoria consătenilor căzuți în 1941-1945                                                       |                                 | Is    | N           | galerie \| Încarcă foto | Raportează eroare |
| 361 | Stețcani 47°14′15″N 28°49′19″E / 47.237510083837°N 28.822071455606°E        | Biserica „Sf. Arhanghel Mihail”                                                                            | 1808                            | At    | N           | galerie \| Încarcă foto | Raportează eroare |
| 362 | Stețcani 47°14′15″N 28°49′21″E / 47.237544792731°N 28.822635022695°E        | Monument comemorativ de război (1941-1945)                                                                 |                                 | Is    | L           | galerie \| Încarcă foto | Raportează eroare |
| 367 | Zăicana 47°10′07″N 28°56′57″E / 47.16856138342°N 28.949182477359°E          | Biserica „Nașterea Maicii Domnului” cu troițe și masa pomenirii                                            |                                 | Is    | N           | galerie \| Încarcă foto | Raportează eroare |